# 鳴門義民
鳴門 義民（なると よしたみ）は明治時代の英学者、農政官僚。阿波国美馬郡出身。江戸で大木忠益に蘭学、横浜で外国人に英語を学び、神奈川奉行所に勤務した。東京に英学塾を開いた後、農業行政に転じ、全国でメイガの駆除法を指導した。晩年芝区会議員。

## 生涯

### 横浜への遊学
天保4年（1833年）または天保6年（1835年）7月15日阿波国美馬郡重清村東原（現徳島県美馬市美馬町中東原）に佐々治藤太の次男として生まれた。幼名は次郎、後に次郎吉。
佐々家口伝によれば、厳格な継父の教育に耐えかねて家出を決意し、草鞋製作により800文を蓄え、12歳の時吉野川岸に着物と下駄を置いて投身自殺を偽装し、家出を決行した。徳島からは金刀比羅宮参詣者に変装して無賃で大坂に渡り、呉服屋・大工・武家に奉公して旅費を貯めた後、横浜に上り、中浜万次郎出入りの米屋に住み込みで働き、毎日単語カードを譲り受けて英語を学んだという。
安政元年（1854年）頃芝浜松町大木忠益に入門し、大鳥圭介・加藤弘之・子安峻・橋本綱三郎・宮内広・中村正直等と蘭学を学んだ。
万延元年（1860年）横浜に出て、サミュエル・ロビンス・ブラウンに英文法、ジェームス・カーティス・ヘボンに世界地理、ジェームズ・バラに初級英語、デイヴィッド・トンプソンに数学を学んだ。文久2年（1862年）3月神奈川奉行所に召し抱えられ、神奈川表英学社で英学を学んだ。慶応2年（1866年）12月通弁・翻訳御用となり、徳島藩石川権五郎等に英学を教え、イギリス士官との航海術の問答を通訳した。

### 東京での英学塾経営
明治維新後、東京府尾張町二丁目（現中央区銀座六丁目）に阿波屋を開業し、外国雑貨を商った。苗字制定の際に「鳴門」を姓とした。
明治2年（1869年）8月1日芝露月町（現港区東新橋二丁目）に英学・通弁教諭所を開業し、明治3年（1870年）8月17日『易経』繋辞上伝「其利断金」「其臭如蘭」に依り金蘭社と号した。家塾は成功して100名以上の生徒を抱え、明治4年（1871年）10月には薬研堀町（現中央区東日本橋二丁目）島村元琳宅に分塾鳴門社（鳴門塾）を開き、1876年（明治9年）頃鳴門義民英学所と改称、1880年（明治13年）1月17日簿記学科を開講した。

### 農政への転身
明治4年（1871年）頃大蔵省勧農寮に出仕し、明治5年（1872年）頃塾を校主代理・塾長に任せて大阪に移り、農書の翻訳・編纂に当たった。
1875年（明治8年）5月島邨泰の開農義会社員となり、『開農雑報』に活発に寄稿したほか、波東農社合併社員として茨城県鹿島郡の開墾事業に出資した。1881年（明治14年）大日本農会創立時に常置議員・農芸委員（虫学科）となった。
1877年（明治10年）5月から10月まで勧農局の命で青森県津軽郡に出張し、藁の焼却、誘蛾灯による駆除、虫の付いた稲茎の焼却、肥料への塩分添加を指導し、岩館村の試験田で薬剤試験を行った。これが政府による虫害調査の初めとされる。
同年福岡県益田素平等からも螟害の問い合わせがあり、1878年（明治11年）赴任し、青森県のものが二化性であるのに対し、福岡県のものは三化性で別種と判明（後にニカメイチュウ・サンカメイチュウと命名）、5月長崎県、11月熊本県で青森県と同様の駆除法を通達した。
1880年（明治13年）駒場農学校植医科教師となり、農書の出版や全国農談会での講演を行い、短冊苗代を奨励した。1881年（明治14年）6月栃木県、1882年（明治15年）5月東京府下板橋宿、1883年（明治16年）9月下総、10月神奈川県でも虫害調査・駆除法指導を行い、『農事月報』で逐次報告した。

### 晩年
明治20年代初めには非職となり、1889年（明治22年）11月から1892年（明治25年）11月まで第1期芝区会議員を務めた。1889年（明治22年）本芝四丁目海岸に鉱泉が発見され、土地借用を出願したが、他の出願者と係争になり、後に木村荘平の個人事業として開発された。
明治末期深川区、更に渋谷町に転居した。1913年（大正2年）11月8日死去し、青山霊園に葬られた。

## 経歴
- 文久2年（1862年）3月 神奈川御役所附下番[4]
- 元治元年（1864年）10月 神奈川奉行支配上番格下番[4]
- 慶応2年（1866年）12月 同支配上番格[4]
- 慶応3年（1867年）7月 同支配同心格[4]
- 明治4年（1871年）8月 大蔵省勧農権中属[26]
- 明治5年（1872年）10月頃 同省租税寮勧農課[11]
- 明治7年（1874年）3月 内務省勧業寮農務課農学掛[11]
- 明治8年（1875年）9月 同省勧業寮第三課[11]
- 明治10年（1877年）1月 同省勧農局五等属[21]
- 明治15年（1882年） 農商務省農務局四等属[21]
- 明治20年（1887年） 同省総務局判任三等属[21]

## 著書
- 1875年（明治8年）『独逸農事図解』（ファン・カステール訳、平野栄共校）
- 1881年（明治14年）『害虫図解説』（第2回内国勧業博覧会出展）[27]
- 1882年（明治15年）『哥氏田圃虫書』[28]（ジョン・カーティス Farm Insects[29]翻訳）[21]

## 生徒
- 磯辺弥一郎 - 1875年（明治8年）5月から12月まで修学[30]。

## 家族
- 父：佐々治藤太 - 槍術指南[1]。
- 母：熊 - 享和3年（1803年）1月15日生。1884年（明治17年）上京して同居[25]。
- 兄：佐々寿京 - 文政9年（1826年）2月29日生。学区世話方、伍長、村会議員[25]。関口新心流柔術免許皆伝[2]。1911年（明治44年）8月13日没[25]。
- 甥：鳴門半三 - 万延元年（1860年）12月21日生。寿京次男[30]。鳴門塾生[31]。欧文書院で英語を教えた後、神戸税関署長[30]。
- 長男：鳴門義次 - 海軍軍医少佐。1933年没。享年70[21]。
- 長男妻：せん
- 娘：美須[21]
- 娘：慶[21]
- 娘：英[21]
- 孫：正夫 義次の子
- 子孫：川瀬金次郎[32]